# Victoria Rosell
María Victoria Rosell Aguilar (Murcia, 22 de agosto de 1968) es una magistrada y política española. De enero de 2020 a diciembre de 2023 fue delegada del Gobierno contra la Violencia de Género. Previamente, fue diputada en el Congreso por Podemos por la circunscripción de Las Palmas en la xi, la xiii y la xiv legislatura.

## Biografía
Es licenciada en Derecho por la Universidad de Valladolid, obteniendo el cuarto mejor expediente de su promoción. Su carrera judicial ha estado ligada a Canarias, siendo jueza desde 1996 y magistrada desde 2001.
En 2015 fue cabeza de lista de Podemos en Las Palmas para las elecciones generales, siendo elegida diputada.
En 2016 el exministro José Manuel Soria, su contrincante político en Canarias en las nuevas elecciones generales de junio, presentó una querella contra ella por un caso que había dirigido como jueza, demanda que fue admitida a trámite por el Tribunal Supremo. Esto la llevó a renunciar a volver a presentarse a las elecciones en cumplimiento con el código ético de Podemos que impide concurrir a cualquier imputado.
En diciembre de 2016 la causa contra Rosell fue sobreseída sin apreciarse delito. Sin embargo, la anomalía que suponía que José Manuel Soria conociera detalles sobre el caso, al que no estaba vinculado, hizo que comenzara una investigación contra el juez Salvador Alba, lo que llevó a su suspensión como juez por apreciarse delitos de prevaricación, cohecho, falsedad documental, revelación de secretos y negociaciones prohibidas a funcionarios.
En marzo de 2019 Victoria Rosell anunció su vuelta a la política, encabezando la lista de Unidas Podemos en Las Palmas para las elecciones generales de abril de 2019, volviendo a ser elegida diputada.
En septiembre de 2019, el juez Salvador Alba fue condenado por la Sala de lo Penal del Tribunal Superior de Justicia de Canarias (TSJC) a seis años y medio de cárcel por conspirar contra Victoria Rosell. Además, el TSJC también inhabilitó al magistrado durante dieciocho años y le impuso una indemnización por daños a la víctima de 60 000 euros. En noviembre de 2021 el Tribunal Supremo ratificó la condena. Debía ingresar en prisión el 14 de octubre de 2022 por mandato del TSJC, pero eludió dicha orden; tras dictarse busca y captura contra él, cuatro días más tarde el exjuez corrupto ingresaba en la prisión grancanaria de El Salto del Negro (Las Palmas I).
En las elecciones de noviembre de 2019 volvió a ser elegida diputada para la XIV legislatura de las Cortes Generales. Renunció al escaño en enero de 2020 tras ser nombrada delegada del Gobierno contra la Violencia de Género. Tomó posesión del cargo el 31 de enero.
En octubre de 2022 se rumoreó que podía ser la candidata elegida por Unidas Podemos como vocal del Consejo General del Poder Judicial. Su nombramiento no se dio ya que el Partido Popular rompió las negociaciones con el PSOE por la reforma del delito de sedición.
El 7 de diciembre de 2023 con el nuevo gobierno de Pedro Sánchez fue cesada como Delegada del Gobierno contra la violencia de género. Fue sustituida por Carmen Martínez Perza.